# Neue Zeitung (KPD, München)

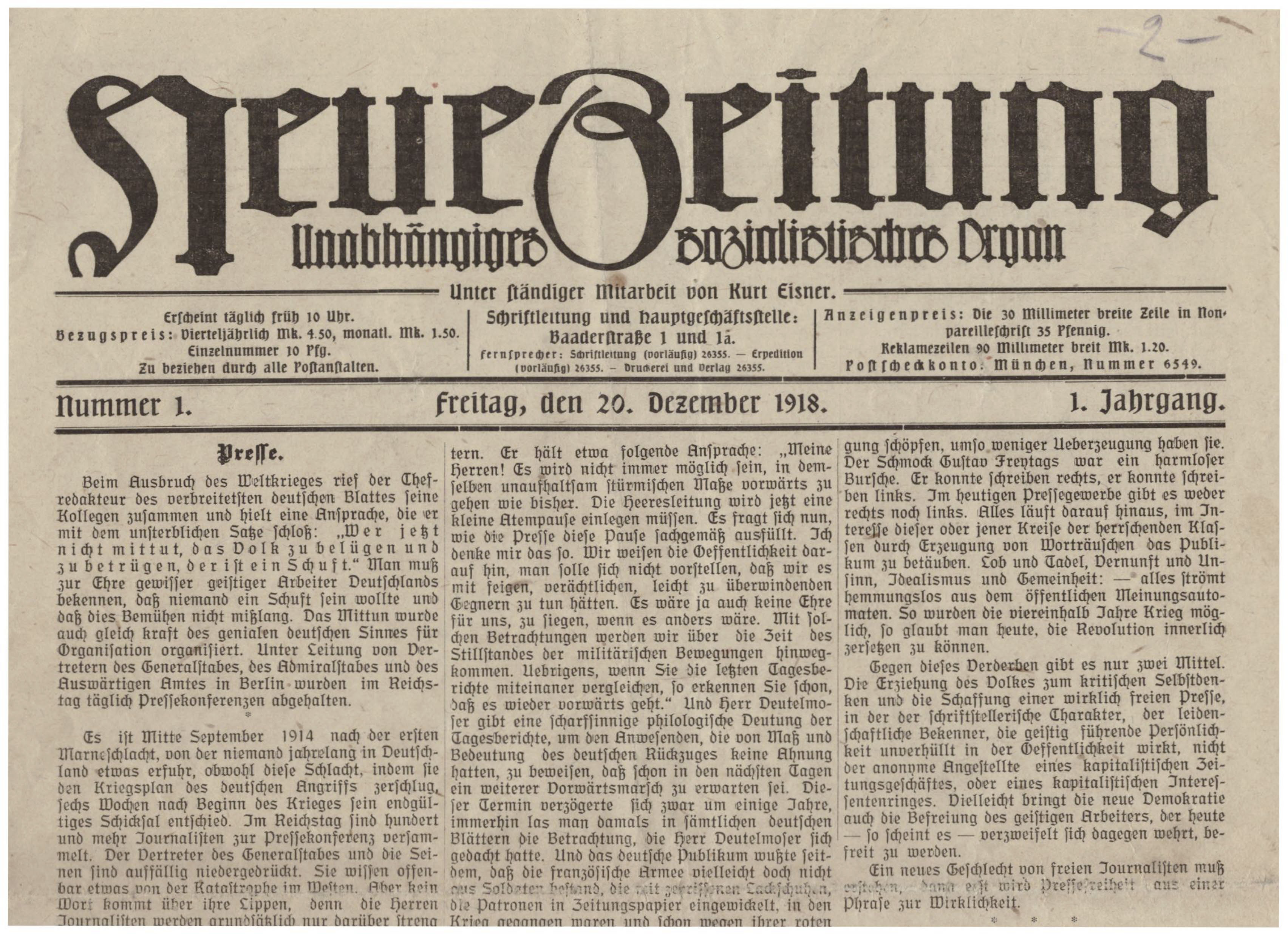
„Neue Zeitung“, halbe Titelseite der 1. Ausgabe vom 20. Dezember 1918, München

Die Neue Zeitung war die Parteizeitung der Kommunistischen Partei (KPD) in Bayern zur Zeit der Weimarer Republik.

## 1918 bis 1933
Die Neue Zeitung wurde 1918 in München gegründet, die erste Ausgabe erschien am 20. Dezember. Sie stand zunächst der USPD nahe und war eine Tageszeitung mit aktueller Berichterstattung und Kommentaren der Redaktion. Kurt Eisner, Ministerpräsident der Münchner Räterepublik, war ein regelmäßiger Mitarbeiter.
Nach der Vereinigung des linken Flügels der USPD mit der KPD wurde die Neue Zeitung 1920 zur Parteizeitung der KPD in Bayern. Sie übernahm damit die Funktion der Münchner Roten Fahne, die nach Vorbild der Berliner Roten Fahne als Organ der KPD und des Spartakusbunds in München vom 15. Januar bis zum 30. April 1919 erschienen und nach Ende der Räterepublik verboten worden war.
Nach dem Hamburger Aufstand 1923 wurde die KPD in Bayern bis 1925 formal verboten, durfte aber weiterhin an Wahlen teilnehmen. Ab 1926 erschien die Neue Zeitung nur noch als Parteizeitung für den Bezirk Südbayern, für den Bezirk Nordbayern erschien die Nordbayerische Volkszeitung (später Neue Zeitung – Ausgabe A). Die Gesamtauflage beider Ausgaben betrug zwischen 2500 und 6000 Stück, nur eine Minderheit der KPD-Mitglieder abonnierte die Zeitung.
Die Leitung der Zeitung wechselte häufig. Mitglied der Leitung war unter anderem Franz Stenzer und Wilhelm Olschewski sen., späteres Mitglied der Hartwimmer-Olschewski-Widerstandsgruppe. Ab 1930 arbeitete Walter Häbich, Vorsitzender des Kommunistischen Jugendverbandes, als Redakteur und Autor zahlreicher Artikel bei der Zeitung.
Ab 1930 erschien die Zeitung wieder für beide bayerische Bezirke. Ab 1931 erschien auch eine Wochenzeitung der KPD in Bayern, das Bayerische Echo. Die letzte legale Ausgabe der Neuen Zeitung erschien Ende Februar 1933, bevor die KPD und ihre Publikationen nach der „Machtergreifung“ der Nationalsozialisten verboten wurden.

## Nach 1933
Bereits wenige Wochen nach dem Verbot erschienen illegale Ausgaben der Neuen Zeitung. Hauptautoren waren Walter Häbich und der ehemalige Redakteur Willy Grimm. Den Druck organisierten die ehemaligen Rotsport-Mitglieder Franz Xaver Schwarzmüller und Georg Frühschütz. Die erste Ausgabe (mit der Nummer 3) hatte eine Auflage von einigen hundert Exemplaren und rief zu Maidemonstrationen gegen die Nationalsozialisten auf.
Ab Mai 1933 wurde die Herstellung der Druckmatrizen in ein Bibliothekszimmer im Asamhaus in der Sendlinger Straße verlegt, zu dem ein katholischer Freund von Frühschütz, Hugo Scheurer, Zugang hatte. Der Druck erfolgte zunächst in einer Spenglerwerkstatt in Obersendling. Ausgabe 6 der Zeitung hatte eine Auflage von 1850 Stück. Frühschütz wurde im Juli verhaftet, die Obersendlinger Werkstatt im August entdeckt. Schwarzmüller verlegte die Druckerei in den Keller des Hauses eines Freundes, die aber entdeckt wurde, bevor die Ausgabe 7 verteilt werden konnte. Im September wurden die Matrizen im Bibliothekszimmer in der Sendlinger Straße entdeckt und kurz danach Walter Häbich verhaftet. Schwarzmüller flüchtete Ende 1933 in die Sowjetunion, wo er bei den Stalinschen Säuberungen ermordet wurde.
Bis Ende August 1934 organisierten andere kommunistische Untergrundgruppen noch vier weitere Ausgaben der Neuen Zeitung.